# Leptaulax loebli
Leptaulax loebli es una especie de coleóptero de la familia Passalidae.

## Distribución geográfica
Habita en Tailandia, Laos y Birmania.